# Tribasodites
Tribasodites (лат.) — род жуков-ощупников (Pselaphinae) из семейства стафилиниды.

## Распространение
Встречаются в Восточной и Юго-Восточной Азии.

## Описание
Мелкие коротконадкрылые жуки. Длина тела менее 5 мм (обычно около 3 мм). Основная окраска желтовато-коричневая или красновато-коричневая. Голова прямоугольная; со срединным продольным килем на темени; без лобного рострума; глазнично-челюстные кили отчетливые. Переднеспинка со срединной и боковыми продольными бороздками, боковые бороздки обычно окаймлены по внутреннему краю, диск с дополнительной парой тонких килей между срединной и боковыми бороздками; со срединным переднебазальным вдавлением и боковыми переднебазальными ямками, разделенными переднебазальными шипами; острые мелкие шипы часто присутствуют на боковых краях (отсутствуют у некоторых пещерных видов). Надкрылья с тремя базальными ямками, дискальные полосы простираются до половины длины надкрылий; субплечевые ямки присутствуют, маргинальные полосы от ямок до заднего края надкрылий. Брюшко с тергитом IV (первый видимый тергит) длиннее последующих, внутренние краевые кили тянутся по всей длине тергита, наружные кили немного короче внутренних, тянутся до заднего края тергита; тергиты V—VI каждый с одним тонким краевым килем.

## Систематика
Около 20 видов, обнаружены в Восточной, Южной и Юго-Восточной Азии. Род был впервые выделен в 1960 году французским энтомологом Рене Жаннелем (1879—1965) для включения в него двух новых видов - Tribasodites antennalis и Tribasodites frontalis, описанных из Северной Индии. Двадцать шесть лет спустя Номура (1986) добавил к роду третий вид - Tribasodites picticornis, собранный в колонии муравьёв Paratrechina flavipes (Smith) в Японии. Затем были более десятка видов были добавлены в состав рода, в том числе, Номура (2007a, 2007b) перевел два вида Batrisodes semipunctatus Raffray, 1912 (Тайвань) и Batrisodes coiffaiti Jeannel, 1958 (Япония) в состав Tribasodites. 
Современная классификация с 1995 года рассматривает род Tribasodites в составе трибы Batrisini из надтрибы Batrisitae (ранее подсемейства в составе Pselaphidae, ныне Pselaphinae, Staphylinidae). Род Tribasodites близок к родственному роду Tribasodes, от которого его можно отличить по отсутствию базальной впадины на IV тергите брюшка, а также по наличию полового признака на лбу или антенномерах VIII—XI. С другой стороны, Tribasodites можно отличить от рода Tribasodellus по поперечному и латерально выступающему и/или шипообразной переднеспинке, в то время как у Tribasodellus переднеспинка длиннее ширины, слабо дугообразная латерально и лишена шипов.
- Tribasodites abnormalis Yin, Nomura & Li, 2015[2]
- Tribasodites antennalis Jeannel, 1960
- Tribasodites bama Yin, Nomura & Li, 2015[2]
- Tribasodites bedosae Yin & Li, 2011[7]
- Tribasodites biyun Yin & Zhou, 2018[8]
- Tribasodites cehengensis Yin, Nomura & Li, 2015[2]
- Tribasodites cellulanus Yin, 2022[9]
- Tribasodites coiffaiti (Jeannel, 1958)[10]
- Tribasodites constrictus Yin, 2022[9]
- Tribasodites deharvengi Yin & Li, 2011[7]
- Tribasodites dilophus Yin, 2022[9]
- Tribasodites elongatus Yin, 2022[9]
- Tribasodites frontalis Jeannel, 1960[1]
- Tribasodites grandiceps Yin, 2022[9]
- Tribasodites gyirong Yin, 2022[9]
- Tribasodites hubeiensis Yin, Nomura & Li, 2015[2]
- Tribasodites kawadai Yin, Nomura & Li, 2015[2]
- Tribasodites kiypu Yin, 2022[9]
- Tribasodites liboensis Yin, Nomura & Li, 2015[2]
- Tribasodites mirabilis Yin, 2022[9]
- Tribasodites picticornis Nomura, 1986[11]
- Tribasodites polixicornis Yin, 2022
- Tribasodites pugiunculus Yin, 2022[9]
- Tribasodites semipunctatus (Raffray, 1912)[12]
- Tribasodites setosiventris Yin, Nomura & Li, 2015[2]
- Tribasodites spinacaritus Yin, Li & Zhao, 2010[5]
- Tribasodites thailandicus Yin, Nomura & Li, 2015[2]
- Tribasodites tiani Yin & Li, 2011[7]
- Tribasodites tianmuensis Yin, Zhao & Li, 2010[13]
- Tribasodites tubericeps Li & Yin, 2021[14]
- Tribasodites uenoi Yin, Nomura & Li, 2015[2]
- Tribasodites vertixalis Yin, 2022[9]
- Tribasodites xingyiensis Yin, Nomura & Li, 2015[2]
- Tribasodites yatung Yin, 2022[9]